# Kastamonitis
Kastamonitis ou Kastamonites (grec : Κασταμονίτης, fem. Κασταμονιτίσσα) est une famille noble et illustre de Byzance qui donna notamment la mère de deux empereurs et un premier ministre.

## Histoire
Le nom et la famille sont peut-être originaires de Kastamon (en Paphlagonie, aujourd’hui Kastamonu en Turquie). Les premiers Kastamonitai connus vivaient sous le règne d’Alexis Ier Comnène. La Vie de saint Meletios le jeune mentionne Michel Kastamonitis, un influent propriétaire en Grèce du XIe siècle mais reste silencieux sur ses titres et offices. Nicétas Kastamonitis fut général d’Alexis Ier et doux de la flotte ; après un coup contre l'empereur Alexis, il perd sa position. Son identification avec le protoproedros Nicétas Kastamonitis de 1094 est incertaine. Un membre inconnu de la famille fonda le monastère de Kastamonitou sur le mont Athos. Leur position déclina au XIIe siècle : Léon était anthropos d’Isaac Comnène[Lequel ?] en 1152 ; Jean servit comme secrétaire du patriarche, un autre Kastamonitis participa à une ambassade en 1170 auprès du pape Alexandre III et à Gênes. Les Kastamonitai atteignirent leur apogée à la fin du XIIe siècle grâce à leurs relations avec les Ange. Théodoros Kastamonitis, l’oncle d’Isaac II, servit comme logothetes ton sekreton, Constantin comme parathalassites vers 1203 et Eustathios fut vestiarites impérial entre 1195 et1199. Ils possédaient des terres dans la région de Smyrne au moins depuis 1234 ; par exemple, Stephanos Kastamonitis, chartophylax (archiviste d’une église ou d’un monastère responsable des documents officiels, de la correspondance, etc.) de Smyrne de 1257 à 1267.
Nous pouvons aussi citer comme personnage important de la famille, la princesse Euphrosyne Kastamonitissa (1135-1195), épouse d'Andronic Doukas Ange et mère de deux empereurs : Alexis III (r.1195-1203) et Isaac II (r. 1185-1195 puis 1203-1204). Un certain Jean Kastamonitis fut métropolite de Chalcédoine à la fin du XIIe siècle et il participa au synode de 1191-1192.
Enfin, un intellectuel du nom de Jean Kastamonitis, né vers 1405 à Zakynthos, fut au service des archevêques de Toulouse, Denis et Pierre du Moulin. Il fit souche et sa famille s'installe en Auvergne.